# Внутренняя империя (фильм)
«Внутренняя империя» (англ. Inland Empire) — психологическая драма режиссёра Дэвида Линча.
«Внутренняя империя» был последним полнометражным фильмом, снятый Линчем, до его смерти в январе 2025 года.

## Сюжет
Внутренняя Империя — это регион в Калифорнии. Именно там разворачиваются основные действия картины, рассказывающей о загадочной женщине, попавшей в беду.
Фильм начинается с граммофонной записи «Axxon N», «самой длинной радиопьесы в истории». Тем временем молодая девушка, обозначенная в титрах как «Потерянная девушка» (англ. Lost Girl), плачет, глядя в экран телевизора в номере отеля. На экране телевизора — белый шум, но девушка видит некое шоу, в котором семейство сюрреалистичных антропоморфных кроликов обменивается бессвязными вопросами и репликами. Сцена с кроликами сопровождается закадровым смехом. Эти три мотива будут периодически повторяться на протяжении всего фильма.
Большая часть первого действия происходит в Лос-Анджелесе. Местная актриса Никки Грэйс получает возможность вернуться на экран, сыграв роль в фильме «On High in Blue Tomorrows». За день до проб в дом к Никки приходит таинственная старуха-полька. Старуха утверждает, что Никки получила желанную роль, после чего рассказывает две сказки. Одна — о мальчике, который, выйдя из дома за порог, «помог родиться злу». Другая — о девочке, которая, гуляя по маленькой улочке за рынком, «обнаружила дворец». Старуха упорно расспрашивает Никки о фильме, пытаясь выяснить, есть ли в фильме любовь и убийство. Никки отвечает отрицательно, но «соседка» неожиданно резко возражает ей. Не обращая внимания на ответ Никки, старуха говорит что-то о путанице в течение времени, утверждая, что если бы сегодня было завтра, то Никки сидела бы на стоящем напротив них диване. Затем камера направляется туда, куда показывает старуха, и мы видим Никки, сидящую на диване вместе с двумя подружками. Вошедший в гостиную (где нет никаких следов старухи) дворецкий говорит Никки, что звонил её агент с сообщением о том, что она получила роль. Восторженная Никки и её подруги радуются, а её муж Пиотрек зловеще наблюдает за ними с лестницы.
Через некоторое время Никки и её партнёра по фильму, кинозвезду Девона Бёрка, приглашают на ток-шоу «The Marilyn Levens Show». Ведущая интересуется, не связывают ли их отношения, на что оба отвечают отрицательно. Приближённые Девона предупреждают его, чтобы он не распускал руки в сторону Никки, поскольку её муж — очень влиятельный и опасный человек. Через некоторое время Никки и Девон репетируют одну из сцен фильма в присутствии режиссёра Кингсли Стюарта. Вдруг в дальнем углу декораций им чудится нечто, однако Девон, сходив туда, ничего не обнаруживает. Испуганный Кингсли признаётся, что их фильм — ремейк старого немецкого фильма под названием «47». Съёмки этого фильма были прекращены из-за убийства обоих актёров, исполнявших главные роли, и этот факт породил легенду, будто фильм, будучи основанным на старинной легенде польских цыган, проклят.
В процессе погружения в персонажа «Сью» Никки начинает отношения с Девоном (который также в маске своего персонажа «Билли»). На съёмках сцены, где Сью покупает продукты, Никки замечает в переулке дверь с надписью «Axxon N» и входит туда. Дверь ведёт в комнату позади студии, где она видит саму себя, репетирующую сцены из фильма неделями ранее. Увидев Девона, подходящего к двери в поисках того, что прервало репетицию, Никки понимает, что именно она и была тем, что их тогда потревожило. Тут же она бросается бежать среди недостроенных декораций и попадает в дом персонажа по имени Смити. Несмотря на то, что «дом» представляет собой лишь деревянный фасад, Никки, вбежав за дверь, попадает в самый настоящий загородный дом. Девон вглядывается в «окно», но видит лишь темноту.
В этом месте фильма происходит резкий стилистический поворот. Разные сцены перемешиваются и дополняют друг друга. Хронологический порядок порой нарушается или вовсе не существует. Войдя в дом, Никки обнаруживает в постели своего мужа. Скрываясь от него, она сталкивается с толпой проституток. Одна из них предлагает ей «поглядеть в дырочку, прожжённую в шёлке». Согласившись, Никки видит серию странных событий, многие из которых вроде бы связаны с ней либо вообще являются альтернативными версиями её самой.
Женщина, исполняющая роль Дорис Сайд (жену Билли), говорит полицейскому, что ей гипнозом внушили убить кого-то отвёрткой — но тут же обнаруживает эту отвёртку в своём собственном боку. Члены таинственной организации говорят о каких-то пленниках из Внутренней Империи. Сцена из прошлого: польские проститутки борются со странными сутенёрами, а в их городе появляется убийца. Сцена из настоящего: Никки, ставшая проституткой, идёт по улицам, в то время как её товарки обращаются к прохожим с вопросом: «Кто она?» Время от времени Никки и её подружки-проститутки просят прохожих посмотреть на них внимательно и сказать, «не встречали ли вы меня раньше?» Параллельная сюжетная линия: Сью поднимается по тёмной лестнице на задворках ночного клуба, и, войдя в комнату, произносит длинный монолог перед молчаливым незнакомцем по имени «мистер К.»: она упоминает сексуальное насилие, которому подверглась в детстве, своё нынешнее бедственное положение и желание отомстить. Выясняется, что её муж Смити связан и с сутенёрами, и с таинственной организацией — а также то, что он умеет находить общий язык с животными, благодаря чему он нашёл работу в польском цирке. Упоминается неуловимый гипнотизёр Призрак (The Phantom). Испугавшись мужчины с лампой во рту, Сью вооружается отвёрткой.
Идя по Голливуд-бульвар, Сью с ужасом видит своего двойника-доппельгангера. Перед тем, как она успевает что-то понять, загипнотизированная Призраком Дорис подбегает к ней и пытается её убить. Получив страшный удар отвёрткой в живот, Сью, пошатываясь, бредёт по улице и без сил падает возле группы бездомных, сидящих на углу Голливуд и Вайн-стрит. Женщина-афроамериканка замечает, что Сью умирает, после чего продолжает свой разговор с другой девушкой. Она рассказывает о своей подруге Нико — проститутке, у которой есть белый парик, делающий её похожей на кинозвезду; надев этот парик, она может ходить по богатым районам, не привлекая к себе внимания. Афроамериканка пытается подбодрить Сью, поднеся к её лицу зажигалку и держа её до тех пор, пока та, наконец, не умирает, «и больше у неё не будет никаких печальных завтра». Раздаётся вопль Кингсли «Снято!», камера отъезжает, и выясняется, что это была всего лишь сцена из фильма.
Пока актёры и съемочная группа готовятся к следующей сцене, Никки вновь готовится стать Сью. Кингсли объявляет, что все сцены с её участием сняты. Потрясённая Никки уходит со съёмочной площадки и забредает в расположенный неподалёку кинотеатр, где она видит на экране не только «On High in Blue Tomorrows» — включая некоторые вторичные сюжетные линии — но и события, происходящие прямо в данный момент. Она направляется в проекторную, но вдруг видит жилой дом с надписью на стене «Axxon N». Несколько мгновений спустя она сталкивается с красногубым мужчиной из прошлого — который, как мы теперь знаем, и есть Призрак. Она стреляет в него, и его лицо превращается сначала в искажённую копию лица самой Никки, а затем — в нечто, напоминающее зародыш, изо рта которого льётся кровь.
Никки вбегает в соседнюю комнату (номер 47): эта та самая комната кроликов из телевизора — хотя сама Никки их не видит. Зайдя ещё куда-то, Никки обнаруживает плачущую Потерянную Девушку. Две женщины целуются, и Никки исчезает в лучах света. Потерянная Девушка выбегает из отеля и бежит в дом Смити, где счастливо обнимается с мужчиной и ребёнком.
Затем мы видим Никки в её собственном доме, кротко улыбающуюся старухе из начала фильма. Заключительная сцена происходит в её доме, где она сидит в окружении других людей, среди которых Лаура Харринг, Настасья Кински и Бен Харпер. Упоминавшаяся в монологе Сью одноногая женщина оглядывается вокруг и говорит: «Мило!» Здесь же и Нико — девушка в белом парике и с обезьянкой. Титры идут на фоне группы женщин, танцующих под «Sinner Man» Нины Симон, и дровосека, пилящего бревно в ритм песни.

## В ролях
| Актёр             | Роль                                             |
| ----------------- | ------------------------------------------------ |
| Лора Дерн         | Никки Грэйс / Сьюзан Блю                         |
| Джастин Теру      | Дэвон Бёрк / Билли Сайд                          |
| Питер Дж. Лукас   | Пиотрек / Смити                                  |
| Джереми Айронс    | Кингсли Стюарт                                   |
| Джулия Ормонд     | Дорис Сайд                                       |
| Гарри Дин Стэнтон | Фредди Хауард                                    |
| Дайан Ладд        | Мэрилин                                          |
| Каролина Грушка   | Потерянная девушка                               |
| Кшиштоф Майхжак   | Призрак                                          |
| Леон Немчик       | Марек                                            |
| Грейс Забриски    | Старуха                                          |
| Йен Эберкромби    | Дворецкий                                        |
| Терри Крюс        | Бродяга                                          |
| Мэри Стинберджен  | Посетитель № 2                                   |
| Джордан Лэдд      | Терри                                            |
| Скотт Коффи       | Кролик Джек (озвучивание)                        |
| Наоми Уоттс       | Кролик Сьюзи (озвучивание)                       |
| Лаура Хэрринг     | Гостья на вечеринке / Кролик Джейн (озвучивание) |
| Настасья Кински   | Гостья на вечеринке                              |
| Трэйси Эштон      | Одноногая женщина                                |
| Беллина Логан     | Линда                                            |
| Уильям Мэйси      | Диктор «Шоу Мэрилин Левенс»                      |
| Дэвид Линч        | Бакки, осветитель (озвучивание)                  |

## Производство
Фильм снимался на протяжении двух лет в обстановке строгой секретности в Польше (город Лодзь) с местными актёрами, а затем съёмочная группа переехала в Лос-Анджелес, где доснимала оставшиеся сцены.
По словам Джастина Теру, для «Внутренней империи» были сняты сотни часов материала.
«Внутренняя империя» целиком снята по цифровой технологии.
Часть исходного материала отснята цифровой видеокамерой в формате HDCAM SR, а некоторые сцены — видеокамерой Sony DSR-PD150 формата DV с разрешением 480i. После обработки исходного материала по технологии Digital Intermediate печатались кашетированные прокатные фильмокопии на киноплёнке 35-мм. По окончании съёмок Дэвид Линч сказал, что впредь всегда будет работать только с цифровой кинокамерой.

## Выход фильма и реакция

### Появление
Премьера фильма состоялась 6 сентября 2006 года на Венецианском кинофестивале 2006 года. Показ фильма был приурочен к вручению Дэвиду Линчу приза за вклад в киноискусство. В России фильм вышел в прокат 3 мая 2007 года (с предварительной московской премьерой 3 апреля 2007 года в рамках «Весенней эйфории»).

### Кассовые сборы
Мировые кассовые сборы фильма составили 4 028 293 долларов.

### Отзывы критиков
В целом фильм был хорошо встречен критиками. Известный критик Роджер Эберт дал фильму 4 звезды из 4 и так описал свои ощущения от просмотра: «Он до сих пор играет у меня в голове, как скачанный сжатый файл, который распаковывается и инсталлируется в моих мозгах». Газета The New York Times, после показа на Венецианском кинофестивале, описала фильм как «местами блистательный». Питер Трэверс, кинокритик журнала Rolling Stone, назвал фильм «вызывающим галлюцинации великолепием». Еженедельник The New Yorker стал одним из немногих изданий, которое позволило себе негативные высказывания о фильме: «острое кино со множеством нюансов», которое «быстро превращается в пародию на само себя». Джонатан Росс, ведущий на BBC, описал фильм как «работу гения… вероятно». Журнал Empire дал фильму пять звёзд.
Многим критикам не понравилось то, что фильм был снят на цифровую камеру, но практически все отметили хорошую игру Лоры Дерн. Линч попытался поспособствовать выдвижению Лоры Дерн на номинацию за лучшую женскую роль кинопремии «Оскар» экстравагантным способом — расположившись у автостоянки на Бульвар Сансет с плакатом, изображавшим актрису, по одну руку и с живой коровой по другую. Такую странную промо акцию объяснил тем, что «без сыра не было бы Внутренней Империи». Акция, обращённая к членам Академии, не возымела успеха — актриса не была номинирована.
Однако кампания привлекла внимание создателей «В Филадельфии всегда солнечно» и вдохновила их на то, чтобы сделать персонажа Чарли Келли большим любителем сыра.

## Дополнение к фильму
В 2007 году вышло режиссёрское дополнение к фильму продолжительностью 76 минут под названием «More Things That Happened», состоящее из сцен, не вошедших в основной хронометраж. В нём более подробно показана жизнь Никки / Сью со Смити, а также раскрывается история знакомства Потерявшейся девушки (англ. Lost Girl) и Призрака (англ. Phantom).